# Qualificações para o Campeonato Europeu de Futebol de 2012

A fase de qualificação para o Campeonato Europeu de Futebol de 2012 realizar-se-à durante 2010 e 2011 para decidir o apuramento para o torneio, a acontecer na Polônia e Ucrânia. O sorteio para as eliminatórias foi realizado em 7 de fevereiro de 2010, com partidas marcadas para começarem em 3-4 de Setembro de 2010.
Há um total de nove grupos. Seis deles com 6 equipes e três com 5 equipes. O líder de cada grupo e o melhor segundo colocado classificam-se diretamente para o torneio. Os outros oito segundos colocados disputarão uma repescagem em novembro de 2011 para definir as 14 seleções classificadas para o torneio junto com as anfitriãs (Polônia e Ucrânia) que já estão classificadas

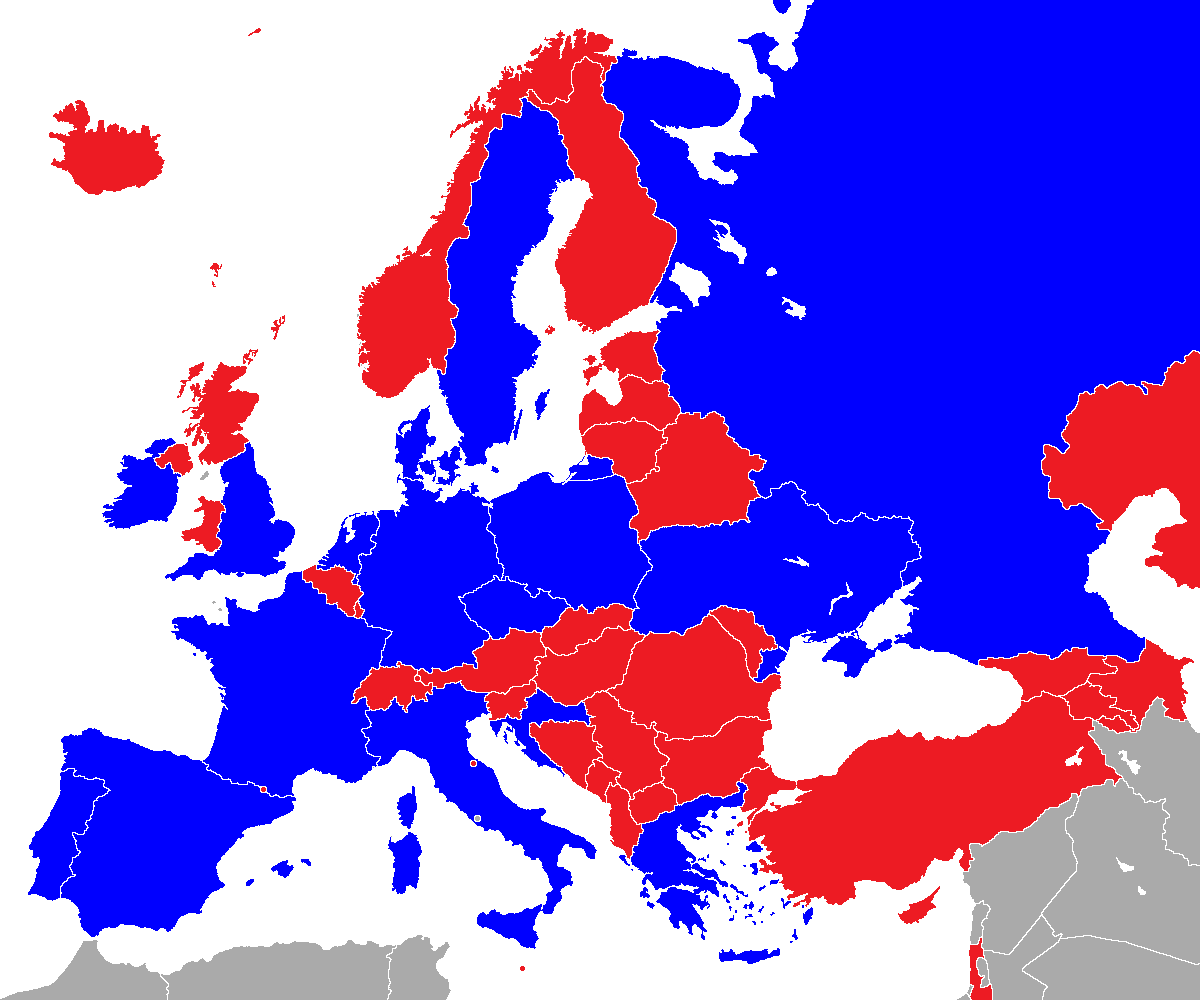
Classificados para o Euro 2012
Eliminados
Não são membros da UEFA

## Definição dos potes do sorteio
A definição final dos potes para o sorteio para a qualificação foi anunciada a 21 de Novembro de 2009 e ditou a seguinte distribuição:
| Pote 1 | Pote 2                                                                                                   | Pote 3 |
| --- | --- | --- |
| - Espanha (Atual campeão) - Alemanha - Holanda - Itália - Inglaterra - Croácia - Portugal - França - Rússia       | - Grécia - República Tcheca - Suécia - Suíça - Sérvia - Turquia - Dinamarca - Eslováquia - Romênia       | - Israel - Bulgária - Finlândia - Noruega - Irlanda - Escócia - Irlanda do Norte - Áustria - Bósnia e Herzegovina |
| Pote 4 | Pote 5                                                                                                   | Pote 6 |
| - Eslovênia - Letônia - Hungria - Lituânia - Bielorrússia - Bélgica - País de Gales - Macedônia do Norte - Chipre | - Montenegro - Albânia - Estônia - Geórgia - Moldávia - Islândia - Armênia - Cazaquistão - Liechtenstein | - Azerbaijão - Luxemburgo - Malta - Ilhas Faroe - Andorra - San Marino                                            |

Por conta de alguns países da zona europeia estarem em conflito entre si, a UEFA determinou que Rússia e Georgia, por conta dos conflitos na Ossétia do Sul, e Armênia e Azerbaijão, devido a disputa dos dois países pelo controle da região de Nagorno-Karabakh, ficaram em grupos diferentes.

## Grupos
O sorteio da definição dos grupos realizou-se a 7 de Fevereiro de 2010 e ditou os grupos abaixo:

### Grupo A
| Pos | Equipe      | Pts | J  | V  | E | D | GP | GC | SG  | Classificado                     |  | GER | TUR | BEL | AUT | AZE | KAZ |
| --- | ----------- | --- | -- | -- | - | - | -- | -- | --- | -------------------------------- |  | --- | --- | --- | --- | --- | --- |
| 1   | Alemanha    | 30  | 10 | 10 | 0 | 0 | 34 | 7  | +27 | Qualificado para o Eurocopa 2012 |  | —   | 3–0 | 3–1 | 6–2 | 6–1 | 4–0 |
| 2   | Turquia     | 17  | 10 | 5  | 2 | 3 | 13 | 11 | +2  | Avança para os play-offs         |  | 1–3 | —   | 3–2 | 2–0 | 1–0 | 2–1 |
| 3   | Bélgica     | 15  | 10 | 4  | 3 | 3 | 21 | 15 | +6  | Eliminado                        |  | 0–1 | 1–1 | —   | 4–4 | 4–1 | 4–1 |
| 4   | Áustria     | 12  | 10 | 3  | 3 | 4 | 16 | 17 | −1  | Eliminado                        |  | 1–2 | 0–0 | 0–2 | —   | 3–0 | 2–0 |
| 5   | Azerbaijão  | 7   | 10 | 2  | 1 | 7 | 10 | 26 | −16 | Eliminado                        |  | 1–3 | 1–0 | 1–1 | 1–4 | —   | 3–2 |
| 6   | Cazaquistão | 4   | 10 | 1  | 1 | 8 | 6  | 24 | −18 | Eliminado                        |  | 0–3 | 0–3 | 0–2 | 0–0 | 2–1 | —   |

### Grupo B
| Pos | Equipe             | Pts | J  | V | E | D  | GP | GC | SG  | Classificado                     |  | RUS | IRL | ARM | SVK | MKD | AND |
| --- | ------------------ | --- | -- | - | - | -- | -- | -- | --- | -------------------------------- |  | --- | --- | --- | --- | --- | --- |
| 1   | Rússia             | 23  | 10 | 7 | 2 | 1  | 17 | 4  | +13 | Qualificado para o Eurocopa 2012 |  | —   | 0–0 | 3–1 | 0–1 | 1–0 | 6–0 |
| 2   | Irlanda            | 21  | 10 | 6 | 3 | 1  | 15 | 7  | +8  | Avança para os play-offs         |  | 2–3 | —   | 2–1 | 0–0 | 2–1 | 3–1 |
| 3   | Armênia            | 17  | 10 | 5 | 2 | 3  | 22 | 10 | +12 | Eliminado                        |  | 0–0 | 0–1 | —   | 3–1 | 4–1 | 4–0 |
| 4   | Eslováquia         | 15  | 10 | 4 | 3 | 3  | 7  | 10 | −3  | Eliminado                        |  | 0–1 | 1–1 | 0–4 | —   | 1–0 | 1–0 |
| 5   | Macedônia do Norte | 8   | 10 | 2 | 2 | 6  | 8  | 14 | −6  | Eliminado                        |  | 0–1 | 0–2 | 2–2 | 1–1 | —   | 1–0 |
| 6   | Andorra            | 0   | 10 | 0 | 0 | 10 | 1  | 25 | −24 | Eliminado                        |  | 0–2 | 0–2 | 0–3 | 0–1 | 0–2 | —   |

### Grupo C
| Pos | Equipe           | Pts | J  | V | E | D | GP | GC | SG  | Classificado                     |  | ITA | EST | SRB | SVN | NIR | FRO |
| --- | ---------------- | --- | -- | - | - | - | -- | -- | --- | -------------------------------- |  | --- | --- | --- | --- | --- | --- |
| 1   | Itália           | 26  | 10 | 8 | 2 | 0 | 20 | 2  | +18 | Qualificado para o Eurocopa 2012 |  | —   | 3–0 | 3–0 | 1–0 | 3–0 | 5–0 |
| 2   | Estónia          | 16  | 10 | 5 | 1 | 4 | 15 | 14 | +1  | Avança para os play-offs         |  | 1–2 | —   | 1–1 | 0–1 | 4–1 | 2–1 |
| 3   | Sérvia           | 15  | 10 | 4 | 3 | 3 | 13 | 12 | +1  | Eliminado                        |  | 1–1 | 1–3 | —   | 1–1 | 2–1 | 3–1 |
| 4   | Eslovênia        | 14  | 10 | 4 | 2 | 4 | 11 | 7  | +4  | Eliminado                        |  | 0–1 | 1–2 | 1–0 | —   | 0–1 | 5–1 |
| 5   | Irlanda do Norte | 9   | 10 | 2 | 3 | 5 | 9  | 13 | −4  | Eliminado                        |  | 0–0 | 1–2 | 0–1 | 0–0 | —   | 4–0 |
| 6   | Ilhas Faroé      | 4   | 10 | 1 | 1 | 8 | 6  | 26 | −20 | Eliminado                        |  | 0–1 | 2–0 | 0–3 | 0–2 | 1–1 | —   |

1. ↑  A partida Itália x Sérvia foi abandonada em 0-0 após seis minutos devido a tumultos dos torcedores sérvios..[4] O Comitê de Controle e Disciplina da UEFA concedeu a partida como uma vitória por desempate por 3 a 0 para a Itália.[5]

### Grupo D
| Pos | Equipe               | Pts | J  | V | E | D | GP | GC | SG  | Classificado                     |  | FRA | BIH | ROU | BLR | ALB | LUX |
| --- | -------------------- | --- | -- | - | - | - | -- | -- | --- | -------------------------------- |  | --- | --- | --- | --- | --- | --- |
| 1   | França               | 21  | 10 | 6 | 3 | 1 | 15 | 4  | +11 | Qualificado para o Eurocopa 2012 |  | —   | 1–1 | 2–0 | 0–1 | 3–0 | 2–0 |
| 2   | Bósnia e Herzegovina | 20  | 10 | 6 | 2 | 2 | 17 | 8  | +9  | Avança para os play-offs         |  | 0–2 | —   | 2–1 | 1–0 | 2–0 | 5–0 |
| 3   | Romênia              | 14  | 10 | 3 | 5 | 2 | 13 | 9  | +4  | Eliminado                        |  | 0–0 | 3–0 | —   | 2–2 | 1–1 | 3–1 |
| 4   | Bielorrússia         | 13  | 10 | 3 | 4 | 3 | 8  | 7  | +1  | Eliminado                        |  | 1–1 | 0–2 | 0–0 | —   | 2–0 | 2–0 |
| 5   | Albânia              | 9   | 10 | 2 | 3 | 5 | 7  | 14 | −7  | Eliminado                        |  | 1–2 | 1–1 | 1–1 | 1–0 | —   | 1–0 |
| 6   | Luxemburgo           | 4   | 10 | 1 | 1 | 8 | 3  | 21 | −18 | Eliminado                        |  | 0–2 | 0–3 | 0–2 | 0–0 | 2–1 | —   |

### Grupo E
| Pos | Equipe        | Pts | J  | V | E | D  | GP | GC | SG  | Classificado                     |  | NED | SWE | HUN | FIN | MDA | SMR  |
| --- | ------------- | --- | -- | - | - | -- | -- | -- | --- | -------------------------------- |  | --- | --- | --- | --- | --- | ---- |
| 1   | Países Baixos | 27  | 10 | 9 | 0 | 1  | 37 | 8  | +29 | Qualificado para o Eurocopa 2012 |  | —   | 4–1 | 5–3 | 2–1 | 1–0 | 11–0 |
| 2   | Suécia        | 24  | 10 | 8 | 0 | 2  | 31 | 11 | +20 | Qualificado para o Eurocopa 2012 |  | 3–2 | —   | 2–0 | 5–0 | 2–1 | 6–0  |
| 3   | Hungria       | 19  | 10 | 6 | 1 | 3  | 22 | 14 | +8  | Eliminado                        |  | 0–4 | 2–1 | —   | 0–0 | 2–1 | 8–0  |
| 4   | Finlândia     | 10  | 10 | 3 | 1 | 6  | 16 | 16 | 0   | Eliminado                        |  | 0–2 | 1–2 | 1–2 | —   | 4–1 | 8–0  |
| 5   | Moldávia      | 9   | 10 | 3 | 0 | 7  | 12 | 16 | −4  | Eliminado                        |  | 0–1 | 1–4 | 0–2 | 2–0 | —   | 4–0  |
| 6   | San Marino    | 0   | 10 | 0 | 0 | 10 | 0  | 53 | −53 | Eliminado                        |  | 0–5 | 0–5 | 0–3 | 0–1 | 0–2 | —    |

### Grupo F
| Pos | Equipe  | Pts | J  | V | E | D | GP | GC | SG  | Classificado                     |  | GRE | CRO | ISR | LVA | GEO | MLT |
| --- | ------- | --- | -- | - | - | - | -- | -- | --- | -------------------------------- |  | --- | --- | --- | --- | --- | --- |
| 1   | Grécia  | 24  | 10 | 7 | 3 | 0 | 14 | 5  | +9  | Qualificado para o Eurocopa 2012 |  | —   | 2–0 | 2–1 | 1–0 | 1–1 | 3–1 |
| 2   | Croácia | 22  | 10 | 7 | 1 | 2 | 18 | 7  | +11 | Avança para os play-offs         |  | 0–0 | —   | 3–1 | 2–0 | 2–1 | 3–0 |
| 3   | Israel  | 16  | 10 | 5 | 1 | 4 | 13 | 11 | +2  | Eliminado                        |  | 0–1 | 1–2 | —   | 2–1 | 1–0 | 3–1 |
| 4   | Letónia | 11  | 10 | 3 | 2 | 5 | 9  | 12 | −3  | Eliminado                        |  | 1–1 | 0–3 | 1–2 | —   | 1–1 | 2–0 |
| 5   | Geórgia | 10  | 10 | 2 | 4 | 4 | 7  | 9  | −2  | Eliminado                        |  | 1–2 | 1–0 | 0–0 | 0–1 | —   | 1–0 |
| 6   | Malta   | 1   | 10 | 0 | 1 | 9 | 4  | 21 | −17 | Eliminado                        |  | 0–1 | 1–3 | 0–2 | 0–2 | 1–1 | —   |

### Grupo G
| Pos | Equipe        | Pts | J | V | E | D | GP | GC | SG  | Classificado                     |  | ENG | MNE | SUI | WAL | BUL |
| --- | ------------- | --- | - | - | - | - | -- | -- | --- | -------------------------------- |  | --- | --- | --- | --- | --- |
| 1   | Inglaterra    | 18  | 8 | 5 | 3 | 0 | 17 | 5  | +12 | Qualificado para o Eurocopa 2012 |  | —   | 0–0 | 2–2 | 1–0 | 4–0 |
| 2   | Montenegro    | 12  | 8 | 3 | 3 | 2 | 7  | 7  | 0   | Avança para os play-offs         |  | 2–2 | —   | 1–0 | 1–0 | 1–1 |
| 3   | Suíça         | 11  | 8 | 3 | 2 | 3 | 12 | 10 | +2  | Eliminado                        |  | 1–3 | 2–0 | —   | 4–1 | 3–1 |
| 4   | País de Gales | 9   | 8 | 3 | 0 | 5 | 6  | 10 | −4  | Eliminado                        |  | 0–2 | 2–1 | 2–0 | —   | 0–1 |
| 5   | Bulgária      | 5   | 8 | 1 | 2 | 5 | 3  | 13 | −10 | Eliminado                        |  | 0–3 | 0–1 | 0–0 | 0–1 | —   |

### Grupo H
| Pos | Equipe    | Pts | J | V | E | D | GP | GC | SG  | Classificado                     |  | DEN | POR | NOR | ISL | CYP |
| --- | --------- | --- | - | - | - | - | -- | -- | --- | -------------------------------- |  | --- | --- | --- | --- | --- |
| 1   | Dinamarca | 19  | 8 | 6 | 1 | 1 | 15 | 6  | +9  | Qualificado para o Eurocopa 2012 |  | —   | 2–1 | 2–0 | 1–0 | 2–0 |
| 2   | Portugal  | 16  | 8 | 5 | 1 | 2 | 21 | 12 | +9  | Avança para os play-offs         |  | 3–1 | —   | 1–0 | 5–3 | 4–4 |
| 3   | Noruega   | 16  | 8 | 5 | 1 | 2 | 10 | 7  | +3  | Eliminado                        |  | 1–1 | 1–0 | —   | 1–0 | 3–1 |
| 4   | Islândia  | 4   | 8 | 1 | 1 | 6 | 6  | 14 | −8  | Eliminado                        |  | 0–2 | 1–3 | 1–2 | —   | 1–0 |
| 5   | Chipre    | 2   | 8 | 0 | 2 | 6 | 7  | 20 | −13 | Eliminado                        |  | 1–4 | 0–4 | 1–2 | 0–0 | —   |

1. 1 2  Empatados no confronto direto. A diferença geral de gols foi usada como desempate.

### Grupo I
| Pos | Equipe        | Pts | J | V | E | D | GP | GC | SG  | Classificado                     |  | ESP | CZE | SCO | LTU | LIE |
| --- | ------------- | --- | - | - | - | - | -- | -- | --- | -------------------------------- |  | --- | --- | --- | --- | --- |
| 1   | Espanha       | 24  | 8 | 8 | 0 | 0 | 26 | 6  | +20 | Qualificado para o Eurocopa 2012 |  | —   | 2–1 | 3–1 | 3–1 | 6–0 |
| 2   | Tchéquia      | 13  | 8 | 4 | 1 | 3 | 12 | 8  | +4  | Avança para os play-offs         |  | 0–2 | —   | 1–0 | 0–1 | 2–0 |
| 3   | Escócia       | 11  | 8 | 3 | 2 | 3 | 9  | 10 | −1  | Eliminado                        |  | 2–3 | 2–2 | —   | 1–0 | 2–1 |
| 4   | Lituânia      | 5   | 8 | 1 | 2 | 5 | 4  | 13 | −9  | Eliminado                        |  | 1–3 | 1–4 | 0–0 | —   | 0–0 |
| 5   | Liechtenstein | 4   | 8 | 1 | 1 | 6 | 3  | 17 | −14 | Eliminado                        |  | 0–4 | 0–2 | 0–1 | 2–0 | —   |

## Ranking dos segundos colocados
Devido alguns grupos conterem seis equipes e alguns cinco equipes, os jogos contra a equipe que ficar em sexto lugar em cada grupo não estão incluídos neste ranking. Como resultado, oito jogos disputados por cada equipe contarão para definição da tabela do segundo colocado.

### Critérios de desempate
1. Maior número de pontos
2. Maior saldo de gols
3. Maior número de gols marcados
4. Maior número de gols marcados fora de casa
5. Posição no ranking de coeficiente da UEFA
6. Ranking de Fair play da competição
7. Sorteio

| Pos | Grp | Equipe               | Pts | J | V | E | D | GP | GC | SG | Classificado                     |
| --- | --- | -------------------- | --- | - | - | - | - | -- | -- | -- | -------------------------------- |
| 1   | E   | Suécia               | 18  | 8 | 6 | 0 | 2 | 20 | 11 | +9 | Qualificado para o Eurocopa 2012 |
| 2   | H   | Portugal             | 16  | 8 | 5 | 1 | 2 | 21 | 12 | +9 | Avança para os play-offs         |
| 3   | F   | Croácia              | 16  | 8 | 5 | 1 | 2 | 12 | 6  | +6 | Avança para os play-offs         |
| 4   | B   | Irlanda              | 15  | 8 | 4 | 3 | 1 | 10 | 6  | +4 | Avança para os play-offs         |
| 5   | D   | Bósnia e Herzegovina | 14  | 8 | 4 | 2 | 2 | 9  | 8  | +1 | Avança para os play-offs         |
| 6   | I   | Tchéquia             | 13  | 8 | 4 | 1 | 3 | 12 | 8  | +4 | Avança para os play-offs         |
| 7   | C   | Estónia              | 13  | 8 | 4 | 1 | 3 | 13 | 11 | +2 | Avança para os play-offs         |
| 8   | G   | Montenegro           | 12  | 8 | 3 | 3 | 2 | 7  | 7  | 0  | Avança para os play-offs         |
| 9   | A   | Turquia              | 11  | 8 | 3 | 2 | 3 | 8  | 10 | −2 | Avança para os play-offs         |

## Play-Offs
| Pote 1                                    | Pote 2                                              |
| ----------------------------------------- | --------------------------------------------------- |
| - Croácia - Portugal - Irlanda - Tchéquia | - Turquia - Bósnia e Herzeg. - Montenegro - Estónia |

### Jogos
| Equipe 1         | Total | Equipe 2   | 1.º jogo | 2.º jogo |
| ---------------- | ----- | ---------- | -------- | -------- |
| Turquia          | 0-3   | Croácia    | 0-3      | 0-0      |
| Estónia          | 1-5   | Irlanda    | 0-4      | 1-1      |
| República Tcheca | 3-0   | Montenegro | 2-0      | 1-0      |
| Bósnia e Herzeg. | 2-6   | Portugal   | 0-0      | 2-6      |

## Equipas qualificadas
| País          | Qualificado como   | Data de Qualificação   | Anteriores participações no Euro                                     |
| ------------- | ------------------ | ---------------------- | -------------------------------------------------------------------- |
| Polónia       | Anfitrião          | 18 de Abril de 2007    | 01 (2008)                                                            |
| Ucrânia       | Anfitrião          | 18 de Abril de 2007    | 00 (Estreante)                                                       |
| Alemanha      | Vencedor Grupo A   | 2 de Setembro de 2011  | 10 (19721, 19761, 19801, 19841, 19881, 1992, 1996, 2000, 2004, 2008) |
| Rússia        | Vencedor Grupo B   | 11 de Outubro de 2011  | 09 (19602, 19642, 19682, 19722, 19882, 19923, 1996, 2004, 2008)      |
| Itália        | Vencedor Grupo C   | 6 de Setembro de 2011  | 07 (1968, 1980, 1988, 1996, 2000, 2004, 2008)                        |
| França        | Vencedor Grupo D   | 11 de Outubro de 2011  | 07 (1960, 1984, 1992, 1996, 2000, 2004, 2008)                        |
| Países Baixos | Vencedor Grupo E   | 6 de Setembro de 2011  | 08 (1976, 1980, 1988, 1992, 1996, 2000, 2004, 2008)                  |
| Grécia        | Vencedor Grupo F   | 11 de Outubro de 2011  | 03 (1980, 2004, 2008)                                                |
| Inglaterra    | Vencedor Grupo G   | 7 de Outubro de 2011   | 07 (1968, 1980, 1988, 1992, 1996, 2000, 2004)                        |
| Dinamarca     | Vencedor Grupo H   | 11 de Outubro de 2011  | 07 (1964, 1984, 1988, 1992, 1996, 2000, 2004)                        |
| Espanha       | Vencedor Grupo I   | 6 de Setembro de 2011  | 08 (1964, 1980, 1984, 1988, 1996, 2000, 2004, 2008)                  |
| Suécia        | Melhor 2º Colocado | 11 de Outubro de 2011  | 04 (1992, 2000, 2004, 2008)                                          |
| Croácia       | Vencedor Play-Off  | 15 de Novembro de 2011 | 03 (1996, 2004, 2008)                                                |
| Irlanda       | Vencedor Play-Off  | 15 de Novembro de 2011 | 01 (1988)                                                            |
| Tchéquia      | Vencedor Play-Off  | 15 de Novembro de 2011 | 07 (19604, 19764, 19804, 1996, 2000, 2004, 2008)                     |
| Portugal      | Vencedor Play-Off  | 15 de Novembro de 2011 | 05 (1984,1996, 2000, 2004, 2008)                                     |

Legenda
Negrito - Vencedor desse ano
Itálico - Anfitrião
1 - Alemanha Ocidental
2 - União Soviética
3 - CEI
4 - Checoslováquia

## Artilharia
Foram marcados 453 gols (incluindo 13 contra) por 260 futebolistas diferentes.
10 gols